# Adalbert (Dux)
Adalbert (* um 665; † 723 in Odilienberg) war ein fränkischer Adliger und unter der Herrschaft der Merowinger der vierte bekannte Herzog im Elsass. Er gehörte dem nach seinem Vorgänger benannten elsässischen Herzogsgeschlecht der Etichonen an und war der Vater der heiligen Attala von Straßburg.

## Leben und Wirken

### Herkunft
Adalbert wurde als ältester Sohn des Elsässerherzogs Eticho geboren, der dem Volk der Burgunden entstammte und als Dux im Pagus Attoriensis, dem Gebiet zwischen Dijon und Langres begütert und einflussreich war, bevor er die Herzogswürde des Elsass übernahm. Sein Urgroßvater Amalgar gehörte zu den mächtigsten Adelsvertretern in Burgund und über seine Urgroßmutter Aquilina, der Tochter des Herzogs Waldelenus bestand eine direkte Verwandtschaft mit jener burgundischen Adelsfamilie, die in den folgenden zwei Jahrhunderten als Sippe der Waltriche zu einer der einflussreichsten Familien im Fränkischen Reich aufsteigen sollte. Seine Mutter, Bertswinda (auch Berswinda) war nach den Aufzeichnungen des Klosters Ebersheimmünster, dem  Chronicon Ebersheimense, eine Nichte des heiligen Leodegar von Autun und Schwester Chimnechilds, der Ehefrau des austrasischen Königs Sigibert III.
Die Namensgebung für den Herzogssohn folgte dem im Frühmittelalter häufig verbreiteten Brauch, den Sohnesnamen des Erstgeborenen durch eine Kombination aus Namensgliedern der Eltern zu bilden – Adalbert erhielt seinen Namen aus der Kombination des Erstglieds seines Vaternamens Adal(-ricus) mit dem Erstglied des Mutternamens Bert(-swinda).
Adalbert war ein Bruder der heiligen Odilia, der noch heute verehrten Schutzpatronin des Elsass und des Augenlichts.

### Komitat und Herrschaft als Herzog
Nach der Ernennung zum Dux des Elsass nutzte Eticho die politischen Wirren in der Spätphase der Merowingerherrschaft geschickt dazu aus, die bis dahin personengebundene Führung des Dukates, welche die Ernennung durch den König bedingte, in eine quasi unabhängige und familienerbliche Herzogsherrschaft umzugestalten.
Auch das Amt des Comes oder Grafen, der im Gegensatz zum Dux keine militärische Aufgabe, sondern ausschließlich die Leitungsfunktion der Verwaltung innehatte, wurde in die Transformationspolitik Etichos mit einbezogen. Sind für die Frühzeit des etichonischen Hauses noch die Comites Rodebert und Erich nachgewiesen, die sicher nicht der herzoglichen Familie zuzurechnen sind, so wurde in der Folgezeit das Amt stets dem erstgeborenen Sohn des Herzogs verliehen. Dementsprechend wird Adalbert auch in einem Diplom Theuderichs III. vom 9. Februar 683 als Comes des Sundgau erstmals urkundlich erwähnt – offenkundig diente seine Ernennung dazu, ihm die Verwaltungsabläufe des Herzogtums näher zu bringen und ihn dergestalt auf die Nachfolge für seinen Vater im Amt des Herzogs vorzubereiten.
Als Eticho am 20. Februar 690 verstarb, ging die Herzogswürde im etichonischen Selbstverständnis auf Adalbert über; in den zeitgenössischen Quellen ist von einer Beteiligung Theuderichs III. oder dessen übermächtigen Hausmeier Pippin an der Erhebung zum Dux nichts überliefert.
Im Gegensatz zur Herrschaftsausübung seines Vaters, die sich überwiegend auf das Oberelsass und insbesondere die Region um den Odilienberg konzentrierte, wandte sich Adalbert verstärkt dem Nordgau zu, um die herzogliche Macht der Etichonen auch dort vollständig zur Geltung zu bringen. Von wo aus Adalbert sein Herzogtum im Norden regierte, lässt sich aus den wenigen erhaltenen Zeitzeugnissen nicht mehr bestimmen; seine Klostergründungen sowie die Neuanlage eines Suburbiums im späteren Stadtteil Königshofen deuten aber auf die Region um Straßburg hin. 718 gründete er Kirche und Kloster St. Stephan an der Breusch, und 721 errichtete er in Königshofen einen Palast.
Letztmals als Dux ist Adalbert für den Juni des Jahres 722 im Rahmen einer Donation für die Klostergründung Hohenaugia urkundlich belegt; die Forschung geht gemeinhin davon aus, dass Adalbert im Laufe des Jahres 723 verstarb, da seine Söhne bereits im Dezember des Jahres der genannten Klostergründung den ererbten Besitz des Vaters schenkten. Nach der Vitae Odiliae, die freilich erst in der Mitte des 9. Jahrhunderts entstand, wurde Adalbert von einem rachsüchtigen Diener in seiner Herzogsresidenz auf dem Odilienberg ermordet.

## Kloster St. Stephanus und Abtei Honau

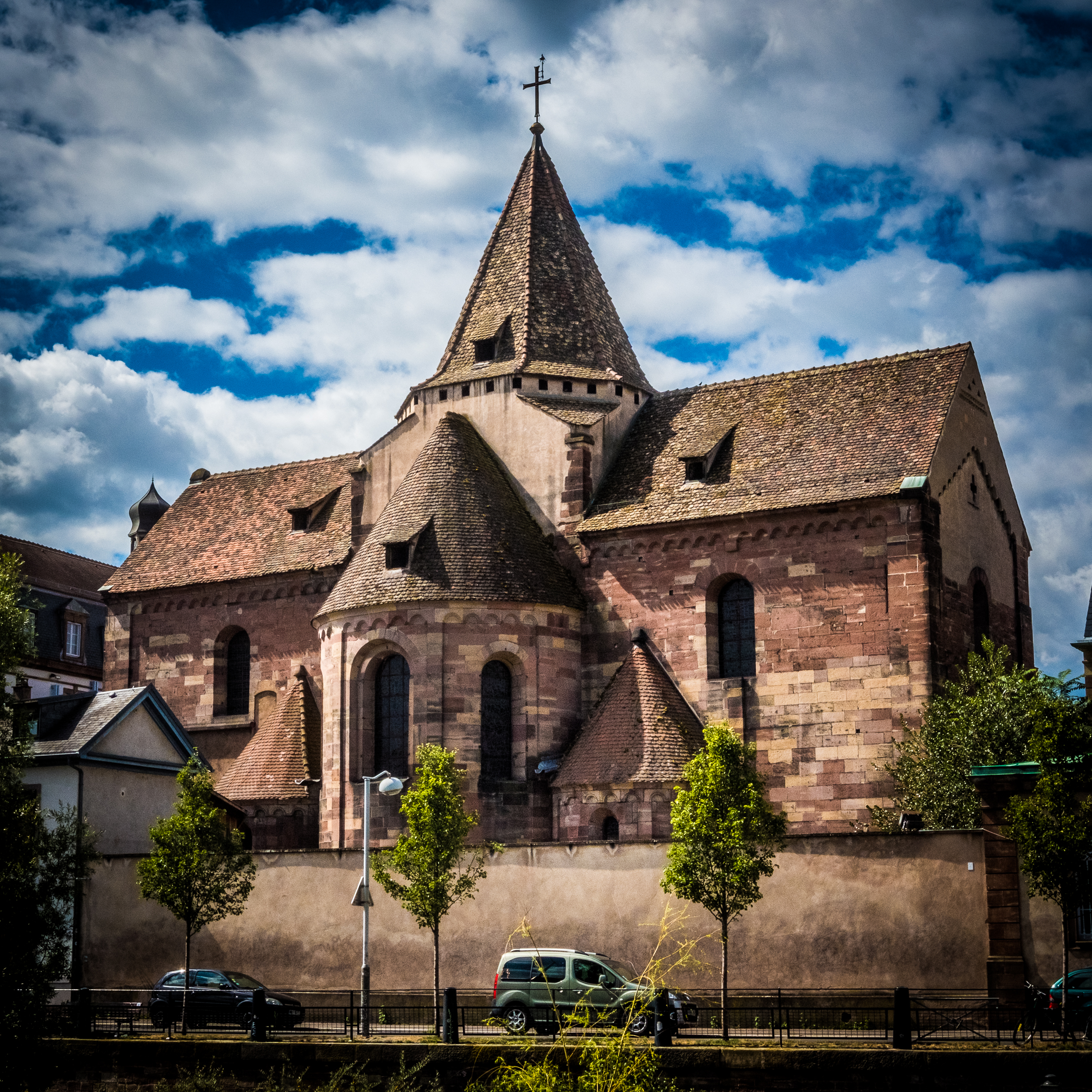
Ehemalige Klosterkirche St. Stephanus

Um das Jahr 718 gründete Adalbert an der Breusch innerhalb der Stadtmauern von Straßburg 
auf herzoglichem Grundbesitz ein dem heiligen Stephanus geweihtes Frauenkloster; zur ersten Äbtissin bestimmte er seine Tochter Attala. Die nach dem Vorbild des Klosters Hohenburg geschaffene Abtei wurde von ihrem Gründer so reich ausgestattet, dass sie eine der wohlhabendsten des Elsass wurde. Der Chor der Klosterkirche diente gleichzeitig als Grablege für die Familie Adalberts – er selbst wurde auf der rechten Seite bestattet, seine beiden Ehefrauen sowie die Töchter Liutgard und Savina linker Hand begraben.
Neben St. Stephanus sowie den von seinem Vater gegründeten Abteien Odilienberg und Ebersmünster galt Adalberts besondere Aufmerksamkeit dem Kloster Hohenaugia. Um 720 erteilte er einer Gruppe irischer Mönche die Erlaubnis, auf einer heute untergegangenen Rheininsel, knapp 25 Kilometer nördlich von Straßburg gelegen, eine Abtei zu gründen und stattete die Einrichtung reich mit Besitzrechten im Stadtgebiet von Straßburg aus. Das Kloster diente in der ersten Phase der iroschottischen Mission als Ausgangspunkt für Wandermönche und förderte durch die Verehrung der aus Irland mitgebrachten Reliquien der heiligen Brigida von Kildare selbst die Christianisierung des elsässischen Nordens. Darüber hinaus verfolgte Adalbert mit der Niederlassung irischer Mönche, die für ihre Gabe der Kultivierung unwirtlicher Gebiete hohes Ansehen genossen, auch den Zweck, die Gebiete um die Abtei Honau urbar zu machen und somit dem wirtschaftlichen Gewinnstreben des Herzogs zu erschließen.

## Ehe und Nachkommen
Adalbert war in erster Ehe mit Gerlindis, der Tochter des Herzogs Eudo von Aquitanien verheiratet. Aus dieser Ehe entstammten sechs Kinder:
- Liutfrid (* um 700; † 743), der dem Vater als Herzog nachfolgte
- Eberhard († 747 in Remiremont), Graf im Sundgau
- Maso, Gründer der Abtei Masmünster (Masevaux)
- Attala (* um 690; † 3. Dezember 741 in Straßburg), erste Äbtissin von St. Stephan in Straßburg und katholische Heilige
- Eugenia († 16. Dezember 735 in Odilienberg), zweite Äbtissin des Klosters Hohenburg
- Gundlinda († nach 720 in Niedermünster), erste Äbtissin des Klosters Niedermünster und Heilige der katholischen Kirche

Aus der zweiten Ehe mit Bathildis gingen noch die Töchter Liutgard und Savina hervor.